# Functie (sociologie)
Een functie in de sociologie is het effect van sociale verschijnselen op andere verschijnselen. Meer specifiek wordt hierbij gekeken naar de bijdrage van het verschijnsel in een sociaal systeem. Dit wordt vooral gebruikt binnen het functionalisme en het structureel functionalisme, een van de hoofdstromingen binnen de sociologie.
Als er sprake is van een bedoelde en erkende bijdrage aan het systeem, dan wordt wel gesproken van een manifeste functie, indien dit niet het geval is van een latente functie. Deze draagt bij aan de aanpassing van dat systeem.
Een ander onderscheid is dat tussen directe en indirecte functies, waarbij het gaat om de gevolgen op korte en lange termijn.
Bij interne functies wordt gekeken naar de bijdrage aan een specifiek systeem, terwijl bij externe functies de bijdrage op een groter geheel wordt beschouwd.